# MX-16
MX-16 – polski minikomputer będący następcą Mery 400, produkowany w latach 1985-1988 przez Przedsiębiorstwo Zagraniczne Amepol. Zachowywał pełną kompatybilność wsteczną z Merą 400. Wprowadzono niewielkie zmiany w budowie jednostki centralnej, pozwalające między innymi na użycie adresowania bajtowego w całej przestrzeni adresowej komputera. Zrezygnowano z pulpitu technicznego oraz opracowano nowe moduły systemu:
- pamięć półprzewodnikową o pojemności do 2 MB,
- procesor komunikacyjny PLIX, pozwalający na podłączanie szybkich pamięci masowych takich jak dyski twarde z interfejsem ST-506 (dyski "Winchester") i pamięci taśmowe PT-305,
- procesor komunikacyjny MULTIX, służący do podłączania wolnych urządzeń takich jak terminale znakowe, drukarki, dziurkarki i czytniki taśm,
- moduł dla automatyki pomiarowej.

Ze względu na pełną kompatybilność, moduły opracowane dla MX-16 były również instalowane w istniejących komputerach Mera 400.
Moduł pamięci półprzewodnikowej, oprócz pamięci ROM, zawierał również pamięć EPROM o pojemności 8 KB. Zapisane w niej było oprogramowanie pozwalające na przeprowadzenie wstępnej konfiguracji pamięci i jej przetestowanie, oraz bootloadery dla systemów operacyjnych CROOK-5 i SOM-3.